# ایشتوان پله
ایشتوان پِلِه (به انگلیسی: István Pelle) ژیمناست زادهٔ ۲۶ ژوئیهٔ ۱۹۰۷ میلادی اهل کشور مجارستان است.